# Мацумото, Ясунори
Ясунори Мацумо́то (яп. 松本保典 Мацумото Ясунори, род. 7 февраля, 1960, Мацудо, префектура Тиба) — японский сэйю.

## Позиции в Гран-при журнала Animage
- 1989 год — 12-е место в Гран-при журнала Animage, в номинации на лучшую мужскую роль[1];
- 1990 год — 19-е место в Гран-при журнала Animage, в номинации на лучшую мужскую роль[2]

## Биография
Так как Мацумото был увлечен научной фантастикой, до старшей школы он планировал изучать науку. Однако под влиянием посвященных политике телепрограмм он поступил в школу права, на курс политологии. Также он интересовался и кино, и однажды у него возникла мысль попробовать себя в киноиндустрии. Однако, когда Мацумото окончил школу, японский кинематограф был в упадке и не мог предложить хороших вакансий. Для начала Мацумото решил вступить в театральную труппу. Работа актёра оказалась далеко не такой простой, как казалось со стороны. И всё же театральные выступления были интересными. Чтобы заработать на жизнь, Мацумото совмещал репетиции в театре с подработками. Однако в результате его выгнали из труппы за слишком частые отсутствия. Позднее он перепробовал множество профессий, таких как работа в идзакае и работа охранником. Дольше всего он проработал в службе доставки ресторана, специализирующегося на западной кухне. Работать там актёр продолжал даже тогда, когда получил главную роль в аниме.
В отличие от современных сэйю, Мацумото не оканчивал профессионального училища и поначалу не понимал терминологии своих коллег. Например, когда говорили «онли», имея в виду, что на запись идёт один человек, он переспрашивал коллег: «что значит онли?». Выступления в театре требуют много времени на подготовку. Сэйю же работают значительно быстрее. И это всегда порождало в Мацумото сомнения, действительно ли он справится со своей работой.

## Роли в аниме
- 1987 год — Кризис каждый день (Ко);
- 1987 год — Капризы Апельсиновой улицы (ТВ) (Мицуру Хаякава);
- 1987 год — Manga Nihon Keizai Nyumon (Уэда);
- 1987 год — Metal Skin Panic Madox-01 (Кодзи Сугимото);
- 1988 год — Cho-on Senshi Borgman (Рю);
- 1988 год — Чудотворные рыцари (ТВ) (Анубус);
- 1988 год — Легенда о героях Галактики OVA-1 (Теодор фон Люкке);
- 1988 год — Uchuu no Senshi (Джонни Рико);
- 1988 год — Armor Hunter Mellowlink (Меллоулинк);
- 1988 год — Жестокий Джек OVA-2 (Такамацу);
- 1989 год — Idol Densetsu Eriko (Сёго Оги);
- 1989 год — Tenkuu Senki Shurato (Фуодо Мё Асаланатха / Марити);
- 1990 год — Коты-Самураи (Дзянка);
- 1990 год — Hidari no O'Clock!! (Гойти);
- 1990 год — Idol Tenshi Youkoso Yoko (Ютака);
- 1990 год — Fushigi no Umi no Nadia (Команда Наутилуса);
- 1990 год — Heavy (Гай Хюга);
- 1990 год — Лимоновый ангел (Кэсукэ);
- 1990 год — Mainichi ga Nichiyoubi (Тору Итидайдзи);
- 1991 год — Огненная птица (Ютаро);
- 1991 год — Majuu Senshi Luna Varga (Фантом);
- 1991 год — Dragon Fist (Сугиура);
- 1991 год — Shizukanaru Don: Yakuza Side Story (Сидзуя Кондо);
- 1991 год — Священная Риг-Веда (Кудзаку);
- 1991 год — Ippon Bocho Mantarou (Мантаро);
- 1991 год — Sangokushi (Цао Цао);
- 1992 год — Handsome na Kanojo (Ясуси);
- 1992 год — Фея цветов Мэри Белл (ТВ) (Джет);
- 1992 год — Космический рыцарь Теккамен Блейд (ТВ) (Ноаль);
- 1992 год — Джокер (Рин);
- 1992 год — Kyukioku no Sex Adventure Kamasutra (Рю Айкава);
- 1992 год — Princess Army (Синобу Ода);
- 1992 год — Oira Sukeban (Рэнтан);
- 1992 год — Papuwa (Умигиси-кун);
- 1992 год — Yuu Yuu Hakusho TV (Нанкай / Тоя);
- 1992 год — Kuro no Shishi (Сисимару);
- 1992 год — Kyou Kara Ore Wa!! (Такаси Мицухаси);
- 1993 год — Полудракон (Дик);
- 1993 год — Singles (Канамэ Кадзами);
- 1993 год — Боевая поп-группа Колибри (Сюнсаку Кудо);
- 1994 год — Крутой учитель Онидзука: Ранние годы (Тосики Камисима);
- 1994 год — Кризис Нацуки (Сатакэ);
- 1994 год — Haou Taikei Ryuu Knight (Цукими);
- 1994 год — Tottemo! Luckyman (Удачливая звезда);
- 1994 год — Новая Милашка Хани (Виртуальный хакер);
- 1994 год — Темный Мститель Дарксайд (Тацуя);
- 1994 год — Kusatta Kyoushi No Houteishiki (Дзюнъити Хаясэ);
- 1995 год — Нинку (ТВ) (Басара Нинку);
- 1995 год — Рубаки (ТВ) (Гаури);
- 1995 год — Уличный боец II (ТВ) (Тайлер);
- 1995 год — Какюсэй OVA-1 (Сюитиро);
- 1995 год — Легенда о Кристании — Фильм (Боакес (Бокс));
- 1995 год — Elf no Waka Okusama (Кэндзи);
- 1995 год — Компайлер OVA-2 (Дебаг);
- 1996 год — Бродяга Кэнсин (ТВ) (Тэцума Окубо (эп. 79-82));
- 1996 год — Sonic the Hedgehog (Наклз);
- 1996 год — Tokuma Sentai Shinesman (Косукэ Мацумото / Красный Шайнсмен);
- 1996 год — Звездная девочка Ёко Ямамото OVA-1 (Кертис);
- 1996 год — Рубаки Некст (ТВ) (Гаури);
- 1996 год — B'tX (Дзадзи);
- 1996 год — Кимера (Осаму);
- 1996 год — Hurricane Polymar (Скамугу);
- 1996 год — Крейсер Надэсико (ТВ) (Гэмпатиро Акияма);
- 1996 год — Новые капризы Апельсиновой улицы (Мицуру Хаякава);
- 1996 год — Легенда о Кристании OVA (Боакес (Бокс));
- 1997 год — Рубаки Try (ТВ) (Гаури);
- 1998 год — Затерянная Вселенная (Ямио Макумоно);
- 1998 год — Silent Moebius (Ральф Бомберс);
- 1998 год — Искусство тени (ТВ) (Скарфейс);
- 1998 год — Крейсер Надэсико — Фильм (Гэмпатиро Акияма);
- 1998 год — Робот Геттер OVA-1 (Гай);
- 1998 год — Розовые сестры (Сёити Танака);
- 1999 год — Легенда о Химико (Тёса);
- 1999 год — Звездная девочка Ёко Ямамото (ТВ) (Кертис);
- 1999 год — Защитники Космоса: Анджел Линкс (Маркотт);
- 1999 год — Гравитация OVA (Хироси Накано);
- 1999 год — Стальной ангел Куруми (ТВ-1) (Камихито Кагура);
- 1999 год — Initial D Second Stage (Ватару Акияма);
- 2000 год — Hero Hero-kun (Хэро Хэро-папа);
- 2000 год — Любовь и Хина (ТВ) (Нориясу Сэта);
- 2000 год — Стальной ангел Куруми OVA-1 (Камихито Кагура);
- 2000 год — Гравитация (ТВ) (Хироси Накано);
- 2000 год — Любовь и Хина - рождественский спецвыпуск (Нориясу Сэта);
- 2001 год — Любовь и Хина - весенний спецвыпуск (Нориясу Сэта);
- 2001 год — Крошечная снежная фея Сахарок (ТВ) (Пол);
- 2001 год — Первосортные Рубаки на большом экране (Гаури);
- 2002 год — Призрачное пламя (ТВ) (Сюхэй Тиаки);
- 2002 год — Снова любовь и Хина (Нориясу Сэта);
- 2002 год — Arcade Gamer Fubuki (Эм-Си);
- 2002 год — Нахальный ангел (Янагисава);
- 2002 год — Двенадцать королевств (Кантай);
- 2002 год — Initial D Battle Stage (Ватару Акияма);
- 2002 год — Guilstein (Хаос Дистер);
- 2002 год — Принцесса Тютю (Нэко-сэнсэй);
- 2002 год — Мобильный воин ГАНДАМ: Поколение (Харума Ямато (эп. 28));
- 2002 год — Getbackers -Dakkanya- (Пол Вонг);
- 2003 год — E'S (Юки Токугава);
- 2003 год — Театр Румико Такахаси (Таканэдзава (эп. 7));
- 2003 год — Стальной алхимик (ТВ-1) (Жан Хавок / Дольчетт);
- 2003 год — Лес русалок (ТВ) (Эйдзиро (60 лет назад));
- 2003 год — Инуяся (фильм третий) (Сэцуна Такэмару);
- 2004 год — Жар-птица (ТВ) (Харима [Sun Chapter]);
- 2004 год — Дни Мидори (Масами Кёмото);
- 2004 год — Initial D Fourth Stage (Ватару Акияма);
- 2004 год — Tsuki ha Higashi ni Hi ha Nishi ni: Operation Sanctuary (Фукано);
- 2004 год — Rockman.EXE Stream (Чарли Эйрстар)
- 2004 год — Отогидзоси (Сютэн Додзи);
- 2004 год — Призрачное пламя OVA (Сюхэй Тиаки);
- 2004 год — Uchuu Koukyoushi Maetel: Ginga Tetsudou 999 Gaiden (Леопард);
- 2004 год — Жрица Луны, жрица Солнца (Цубаса);
- 2005 год — Небеса МАР (Галиан);
- 2005 год — Shin Seiki Zoids Genesis (Зайлин);
- 2005 год — Дораэмон-2005 (Отец Нобиты);
- 2005 год — Эврика 7: Псалмы Планет (ТВ) (Стонер);
- 2005 год — Огнём и мечом (Джо);
- 2005 год — Стальной алхимик — Фильм (Жан Хавок);
- 2005 год — Гайвер (ТВ) (Арханфел);
- 2005 год — Уличный боец Альфа OVA-2 (Гоки в детстве);
- 2006 год — Влюбиться! Чудесная книга о сэйю (Хисатоки Эдогава);
- 2006 год — Когда плачут цикады (первый сезон) (Итиро Маэхара);
- 2006 год — Дзэгапэйн (Курасигэ);
- 2006 год — Шевалье Д'Эон (Граф Сен-Жермен);
- 2006 год — Подручный Луизы-Нулизы (первый сезон) (Граф Мотт);
- 2007 год — Новый Дораэмон 2007 (фильм второй) (Отец Нобиты);
- 2007 год — Koutetsu Sangokushi (Хакуфу Сонсаку);
- 2007 год — Достичь Терры (ТВ) (Отец Джоми);
- 2007 год — Эмма: Викторианская романтика (второй сезон) (Лионель);
- 2007 год — Кайдзи (Фурухата);
- 2007 год — Мобильный воин ГАНДАМ 00 (первый сезон) (Алехандро Корнер);
- 2007 год — Сион и король (Синдзи Ясуока);
- 2007 год — Охота на призраков (Такахито Комагусу (отец Мияко));
- 2008 год — Дочери Мнемозины (Тамоцу Янагисава);
- 2008 год — Новый Дораэмон 2008 (фильм третий) (Отец Нобиты);
- 2008 год — Рубаки: Революция (Гаури);
- 2008 год — КсамД: Позабывший невзгоды (Тодзиро Кагису);
- 2008 год — Сказания Бездны (Гай Сесиль);
- 2009 год — Рубаки: Эволюция-Эр (Гаури);
- 2009 год — Новый Дораэмон 2009 (фильм четвертый) (Отец Нобиты);
- 2009 год — Halo Legends (Капитан [Odd One Out])